# Jósva-forrás
A Jósva-forrás Magyarország legnagyobb vízhozamú, hideg vizű forrása. Voltaképpen két forrás: a Baradla-barlang két alsó barlangjából felszínre törő karsztvíz közös neve.

## Földrajzi helyzete
Jósvafőtől nyugatra, a Tengerszem-tó és a Tengerszem-szálló között fakad. A Baradla Rövid-Alsó-barlang forrása az ún. Táró-forrás, a Baradla Hosszú-Alsó-barlangé a Táró-forrás és a kutatóház (az ún. Forrás-ház) közötti betonmedencében fakadó Medence-forrás.

## Vízgyűjtő területe
Vízgyűjtő területe mintegy 34 km². Ennek egy része csak időszakosan aktív, mivel a dombság Aggtelektől délre fedett karszt, ahonnan csupán a csapadékos időben lefolyó víz jut be a barlangba. Nagyon valószínű, hogy a Kecső-völgy medernyelőiben eltűnő víz is a Jósva-forrás rendszerébe kerül. Vízhozama 70 l/s és 8000 l/sec között ingadozik, de 1955 augusztusában elérte a 20 000 l/s-ot is. Karsztos vízgyűjtő területe keleten a Béke-barlang, északon a Babot-kút és a  Tohonya-forrás vízrendszerével határos, nyugaton pedig messze átnyúlik Szlovákiába (a Baradla szlovákiai szakasza a Domica).

## Lefolyása
A völgyecske felső szakaszát betongáttal elrekesztve, 1935-ben építették ki a Tengerszem-tavat – ez eredetileg a barlang világítását árammal ellátó törpe vízi erőmű tározója volt; az ország villamosítása óta leginkább turisztikai célokat szolgál (a turbinát leszerelték). Ez alatt ömlik a Jósvába első jobb oldali mellékvize, a Béke-barlangból kifolyó Komlós-forrás. Jósvafőn, a faluban ömlik belé balról a Kecső-patak, majd a Lófej-völgy felől a Nagytohonya-forrás vize; a tulajdonképpeni Jósva-völgy (és Jósva patak) itt kezdődik.

## Története
A két forrás egymástól mintegy 10 méterre tör a felszínre, ezért csak a 20. század második felében vették észre, hogy a két vízrendszer nincs semmilyen kapcsolatban. A Baradla feltételezett alsó barlangját (amiről akkor még azt hitték, hogy csak egy van) először a szálló és a Forrás-ház közötti völgy oldalából az 1950-es években indított táróval kívánták feltárni. El is jutottak a patakos ágig, de a durva törmelék között áramló vízben nem tudták folytatni a munkát.
A következő tárót a forrás felől indították, és áthajtották tizenöt szifonon, de aztán elfogyott a pénz. Miután a sorozatos vízfestések egyértelművé tették, hogy a völgyfőben két forrás fakad két külön barlangból, ráébredtek arra, hogy az első táróval annak idején a hosszú alsó barlangba lyukadtak be, és ezért az Aggteleki Nemzeti Park igazgatósága az ezredfordulón újranyittatta azt. Mivel a végponton ezúttal sem sikerült továbbjutni, mintegy tíz méterrel följebb még egy táróval támadtak a hosszú alsó barlangra abban a reményben, hogy ezúttal a törmelékhegy tetejére lukadnak be – de sajnos nem így történt. Amióta ez a táró is elszerencsétlenedett, a barlangászok újra a barlangi víznyelők felől próbálják feltárni az alsó barlangokat; egyelőre kevés sikerrel.